# Joseph Peyrode
Paul Joseph Ludovic Peyrode (* 25. April 1895 in Saint-Denis-lès-Martel; † 1. Juli 1962 in Montreuil) war ein französischer Radrennfahrer.

## Sportliche Laufbahn
Peyrode (auch Georges Peyrode) war im Bahnradsport und im Straßenradsport aktiv. Er begann 1919 mit dem Radsport.
Von 1920 bis 1930 war er Unabhängiger und Berufsfahrer. Seine größten Erfolge hatte er auf der Radrennbahn. Er gewann das Sechstagerennen von Saint-Étienne 1929 mit André Mouton als Partner. Weitere Erfolge gelangen ihm unter anderem im Bahnsprint im Prix de France 1921 und 1922, im Grand Prix de Tours 1922, im Grand Prix de Reims und im Grand Prix de Vichy 1923 sowie im Grand Prix de France 1926. Mit dem Prix Houlier-Comès gewann er eines der renommiertesten Rennen im Zweier-Mannschaftsfahren. Sein Partner war Charles Deruyter.
Auf der Straße gewann er einige Kriterien in Frankreich.